# إرنست إي. إيفانز
إرنست إي. إيفانز (بالإنجليزية: Ernest E. Evans)‏ هو ضابط أمريكي، ولد في 13 أغسطس 1908 في باوني في الولايات المتحدة، وتوفي في 25 أكتوبر 1944 في بحر.